# Nawaf Salam
Nawaf Salam (ur. 15 grudnia 1953 w Bejrucie) – libański prawnik, prezes Międzynarodowego Trybunału Sprawiedliwości w latach 2024-2025 i premier Libanu od 8 lutego 2025.

## Życiorys
Pochodzi z rodziny sunnickej. Jest wnukiem Salima Alego Salama (posła do parlamentu Imperium Osmańskiego), bratankiem Saëba Salama (czterokrotnego premiera Libanu) i kuzynem Tammama Salama (premiera w latach 2014–2016). Ukończył studia w École des hautes études en sciences sociales (w 1974) oraz w Harvard Law School (1991). W 1979 uzyskał doktorat z historii na Université Paris Sorbonne, zaś w 1991 doktorat z zakresu nauk politycznych w Institut d’études politiques.
Od lipca 2007 do grudnia 2017 pełnił funkcję ambasadora Libanu i stałego przedstawiciela przy ONZ. Pełniąc mandat wielokrotnie występował przed Radą Bezpieczeństwa wzywając do zapewnienia bezpieczeństwa i stabilności w południowym Libanie, czy dążąc do wyjaśnienia okoliczności zamachu na byłego premiera tego kraju Rafika al-Haririego. 6 lutego 2018 został sędzią Międzynarodowego Trybunału Sprawiedliwości, zaś 6 lutego 2024 objął stanowisko jego prezesa.
14 stycznia 2025 została mu powierzona misja tworzenia rządu. Tego samego dnia zrezygnował z urzędu sędziego i prezesa MTS. 8 lutego 2025 prezydent Joseph Aoun powołał nowy gabinet, zaś Salam objął urząd premiera.
W 2012 został odznaczony krzyżem oficerskim Orderu Narodowego Legii Honorowej.
Jest żonaty z dziennikarką i dyplomatką Sahar Baassiri (od 2018 stałą przedstawicielką Libanu przy UNESCO), z którą ma dwóch synów.